# Palacio de la Nación (Kinsasa)
El Palacio de la Nación (en francés: Palais de la Nation) es un edificio histórico situado en el distrito de La Gombe de la ciudad de Kinsasa, inspirado en el Castillo Real de Laeken y concebido originalmente como residencia del gobernador general del Congo Belga.
Fue sede del primer parlamento congoleño, cuando, el 30 de junio de 1960 se celebró la proclamación de la independencia del Congo Belga. En presencia del rey Balduino I de Bélgica, el primer ministro Patrice Lumumba denunció las atrocidades del gobierno colonial belga, después de que el rey de los belgas alabara el desarrollo propiciado por el colonialismo, así como el "genio" de su tío-bisabuelo Leopoldo II de Bélgica. El parlamento se trasladó en época de Mobutu Sese Seko al Palacio del Pueblo, construido a finales de los 70 por la República Popular China, y donde aún reside actualmente.
Debido a su pasado colonial, Mobutu residió en el Palacio del monte Ngaliema y Laurent-Désiré Kabila en el Palacio de Mármol, donde fue asesinado.
Desde 2001, acoge la sede central de la Presidencia de la República Democrática del Congo y la residencia oficial del Presidente y su familia. En 2002 Joseph Kabila concluyó frente al palacio el Mausoelo de Laurent-Désiré Kabila, que ocupa el lugar de la antigua estatua ecuestre en honor de Leopoldo II, retirada por Mobutu a comienzos de los 70.